# Annette Sergent
Annette Sergent (ou Sergent-Petit) est une athlète française, née le 17 novembre 1962 à Chambéry.

## Biographie

### Carrière sportive
Annette Sergent a 32 sélections en équipe de France A, et participe à onze championnats du monde de cross-country (record féminin français). Elle est double championne du monde de cross-country. En 1989, sa cinquième victoire consécutive en championnat de France la place au même niveau qu'Yvonne Hérisson et Joëlle De Brouwer.

### Retraite sportive
En 2000, Annette Sergent est chargée de mission auprès de la mairie de Bron et est entraîneuse pour l'ASU Bron.
En 2011, elle assume des responsabilités au sein de la commission Cross country de l'IAAF. En 2013, elle est sophrologue et consultante sportive.
En 2023, elle est toujours détentrice du record de France du 2 000 mètres en 5 min 39 s. 

## Palmarès

### Cross-country
- Championne du monde de cross-country en 1987 et 1989
- Médaille de bronze aux championnats du monde de cross-country en 1986 et 1988
- Vice-championne du monde de cross-country par équipes en 1987 et 1989
- Médaille de bronze aux championnats du monde de cross-country par équipes en 1986, 1988 et 1993
- Championne de France de cross-country de 1985 à 1989, 1992 et 1995
- Cross des As du Figaro en 1984
- Corrida d'Issy les Moulineaux en 1987
- Cross Carrington de Louviers 1987
- Médaille de bronze aux championnats d'Europe de cross-country par équipes en 1996
- Jeux Méditerranéens de 1993[6]

### Records
Détentrice des records de France :
- du Mile (4 min 39 s  35 en 1985) ;
- du 2 000 m (5 min 39 s  00 en 1986) ;
- du 3 000 m (1985 à 2 reprises, 1986, 1987, et 8 min 44 s  19 en 1988) ;
- du 5 000 m (1986, 1988, et 15 min 16 s  44 en 1990) ;
- du 10 000 m (1988, et 31 min 51 s  68 en 1990) ;
- du 12 kilomètres sur route (40 min 33 s en 1987).

### Championnats d'Europe d'athlétisme
- Médaille de bronze aux championnats d'Europe en 1990 sur 10 000 m
- 3 sélections aux Jeux olympiques en 1984, 1988 et 1992 (demi-finaliste)
- Finale du Grand Prix IAAF : 2e du 5 000 m en 1988

### Championnats de France d'athlétisme
- Championne de France du 1 500 m Senior en 1984 et 1985 + 1982 (Espoir)
- Championne de France du 3 000 m Senior en 1983, 1984, 1985, 1990 et 1993 + 1981, 1982 (Espoir)
- Championne de France du 3 000 m Senior en salle en 1995